# The Elders

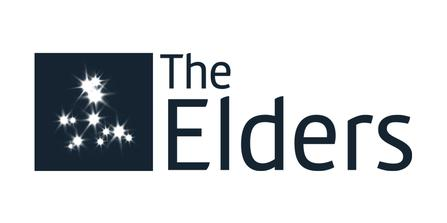
Logo

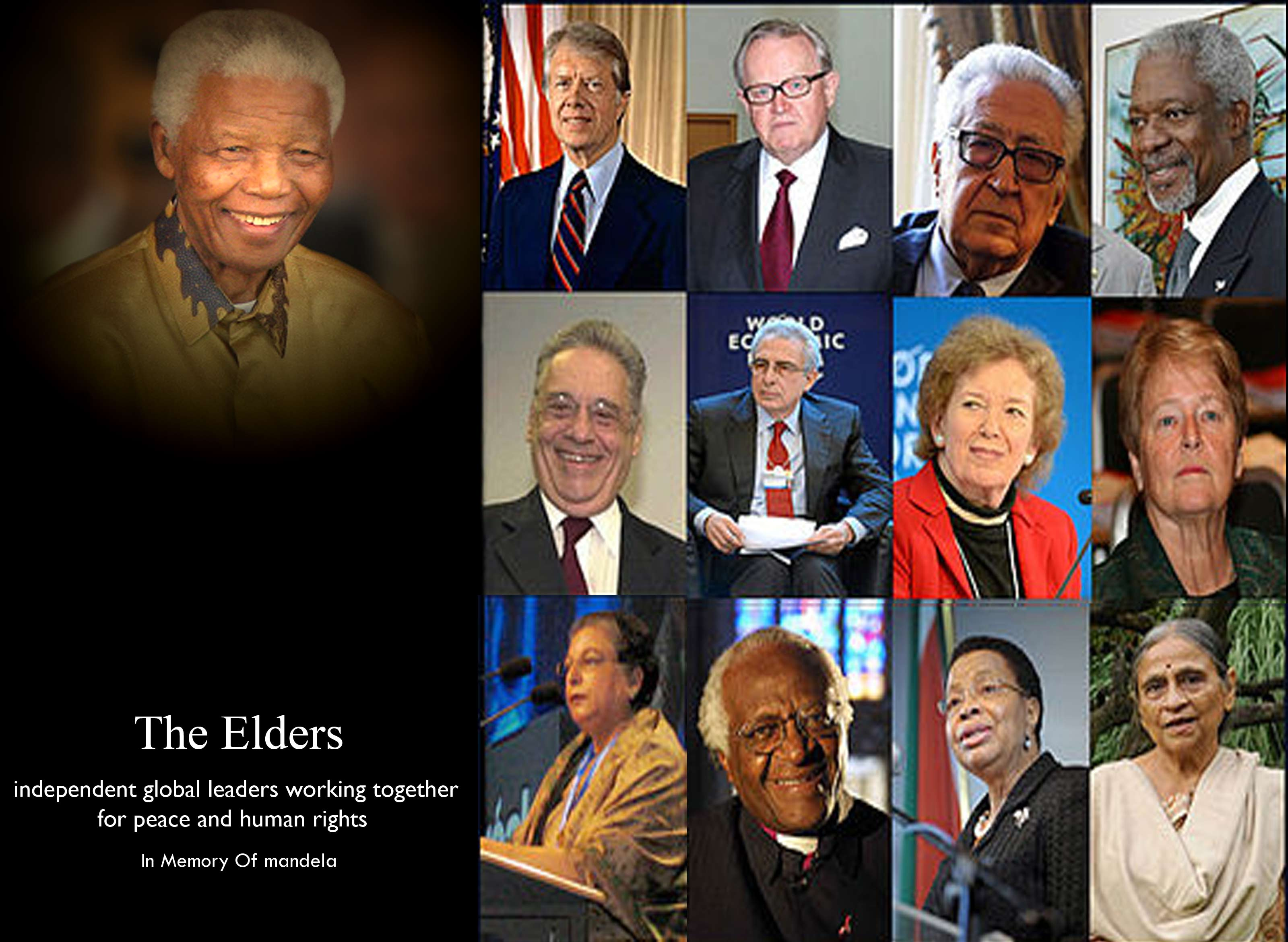
The Elders (2013)

The Elders (em inglês Os Anciãos) é uma organização internacional fundada em 2007 pelo líder sul-africano Nelson Mandela a partir da ideia do roqueiro e ativista Peter Gabriel e do milionário britânico Richard Branson, formada por um grupo de elite de ex-governantes que, reunindo suas experiências, pretende debater soluções para problemas mundiais, tais como clima, pandemias e conflitos.

## Histórico
Ainda no ano 2000 a ideia fora levada por Branson e Gabriel a Mandela, que logo se comprometeu em contatar outros líderes. Foi então levantada a importância de 18 milhões de dólares, suficiente para o funcionamento da entidade por três anos.
Anunciado oficialmente em 18 de julho de 2007, data do aniversário de 89 anos de Mandela, em Joanesburgo, o grupo era originalmente composto, além dele, por Jimmy Carter (ex-presidente dos Estados Unidos), Desmond Tutu (arcebispo emérito da Cidade do Cabo), Kofi Annan (ex-secretário-geral da ONU), Muhammad Yunus (fundador do Grameen Bank), Mary Robinson (ex-presidente da Irlanda), dentre outros como Gro Harlem Brundtland, Ela Bhatt, e o ex-presidente brasileiro Fernando Henrique Cardoso.